# Produktdesign
Die Dienstleistung Produktdesign, auch Industriedesign (englisch Industrial Design) genannt, befasst sich mit dem Entwurf serieller und industrieller Produkte. Industrial Design ist zudem Lehrfach an Universitäten.
Im Allgemeinen werden dabei zwei Arbeitsbereiche unterschieden: Das Gestalten von Konsumgütern und das Gestalten von Investitionsgütern. Als Ergebnis der Arbeitsteilung arbeitet der Designer häufig in einem interdisziplinären Team, seine Aufgaben umfassen je nach Betätigungsfeld die Formfindung, beispielsweise unter dem Aspekt der formalen Schlüssigkeit, der Fertigungsgerechtigkeit oder den Bedürfnissen einer Zielgruppe.
Der Designer ist nicht Gestalter von Unikaten, sondern von Produkten, die in einer seriellen (Massen)-Produktion hergestellt werden.

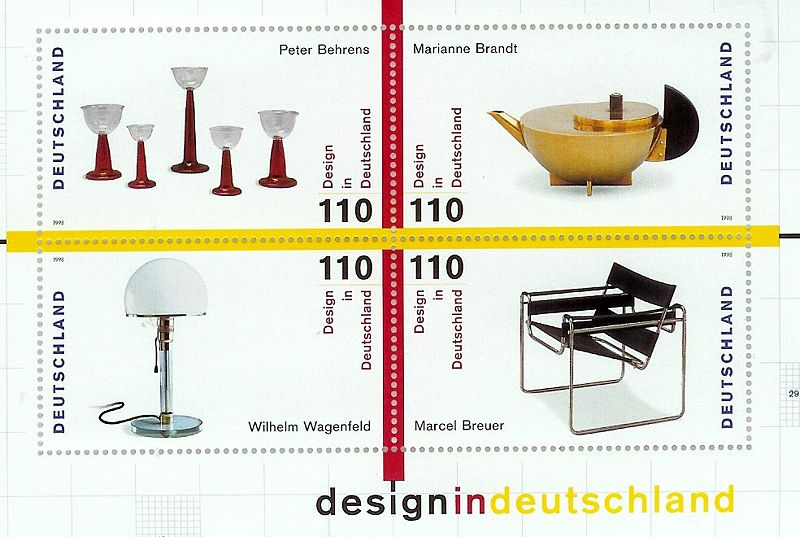
Briefmarkenblock (August 1998) mit Klassikern des deutschen Produktdesigns

## Anwendungsgebiete

### Konsumgüter
Unter den Bereich der Konsumgüter sind die Produkte des persönlichen Gebrauchs zusammengefasst:
- Haushaltsgeräte (Kaffeemaschinen, Mixer, Waschmaschinen, Rasenmäher, elektrischer Rasierer, Leuchten etc.)
- Werkzeuge
- Fahrzeuge (PKW, Motorräder, Roller, Fahrräder, Ski) siehe Automobildesign
- Möbel, siehe Möbeldesign
- Einbauküchen
- Leuchten
- Spielzeug,  Spielmittelgestaltung
- Lebensmittel

### Investitionsgüter
Das Investitionsgüter-Design umfasst alle Aspekte der Gestaltung von der Funktionalität über die Ästhetik bis hin zur Ergonomie und der Benutzerfreundlichkeit.
Innerhalb des Industrie‑Design stellt das Investitionsgüter‑Design eine Spezialisierung dar, die sich mit der Konzeption, dem Entwurf und der Konstruktion von klassischen Maschinenbauerzeugnissen beschäftigt. Investitionsgüter sind komplexe technische Erzeugnisse, die innerhalb einer Wertschöpfungskette sowohl zur Produktion von Waren und Gütern wie auch zur Kapitalbildung durch technische Dienstleistungen eingesetzt werden.
Durch die Anpassung von Komponenten und Steuerungen an Nutzerbedürfnisse sowie durchdachte Arbeitsabläufe wird die Arbeit erleichtert und die Mitarbeitermotivation gesteigert. Das Design kann den Benutzer nicht nur emotional durch Form und Farbgebung ansprechen, sondern auch Arbeitssicherheit und Komfort verbessern. Solche grundlegenden Veränderungen lassen sich nicht auf bereits bestehende Maschinen übertragen. Es ist daher wichtig, tiefgreifende ergonomische und strukturelle Maßnahmen frühzeitig in den Designprozess einzuplanen.
Beispiele:
- Produktionsmaschinen (Sägen, Fräsen, Schweißen, Kühlen etc.)
- Elektronische Geräte für den industriellen Einsatz (zum Beispiel Messgeräte)
- Medizintechnik
- (Nutz-)Fahrzeuge (LKW, Omnibusse, Traktoren, Gabelstapler, Bagger, Hubwagen, Schienenfahrzeuge etc.) siehe Transportation Design

#### Unterschied zu Konsumgüterdesign
In der Industrieanlagen- und Maschinenbau-Branche liegt der Fokus auf einem anderen Kundenkreis. Die Produkte werden hinsichtlich Langlebigkeit, Sicherheit, Benutzerfreundlichkeit und Robustheit bewertet. Sie müssen transportfähig und für spezielle Anforderungen anpassbar sein. Kurzlebige Modetrends spielen in diesem Bereich kaum eine Rolle. In der Industriedesign-Welt steht immer ein langlebiges und zeitloses Design im Mittelpunkt.

### Hybride Produkt-Service-Systeme (PSS)
Das Internet ermöglicht computergestützte Dienstleistungen, die immer und zu niedrigen Kosten verfügbar sind. Daraus folgt eine Wandlung von Softwareprodukten zu Webdiensten. Das und Unternehmen, die ihre Wertversprechen neu definieren und traditionelle Produktangebote durch ergänzende Dienstleistungen – das sogenannte Produkt-Service-System (PSS) – erweitern, führt besonders im Bereich der Industrie 4.0-Technologien zu einer Verschmelzung von Produkt und damit verbundener Dienstleistung.

## Das Gestalten von Produkten

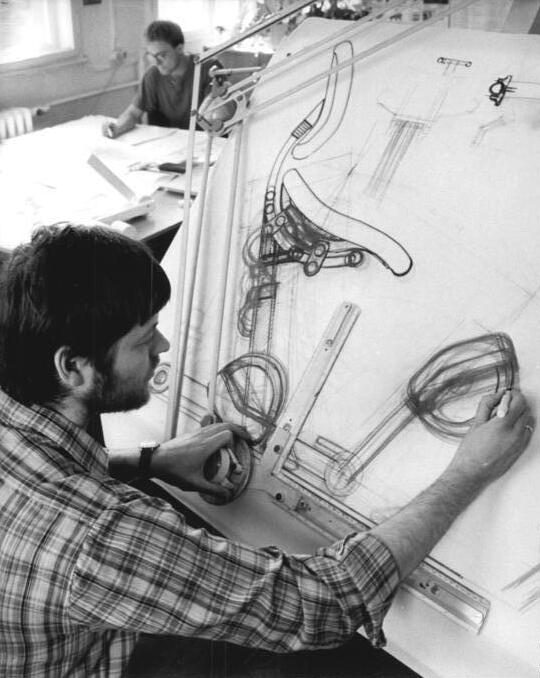
Entwurf eines Bürostuhls am Zeichenbrett (1987)

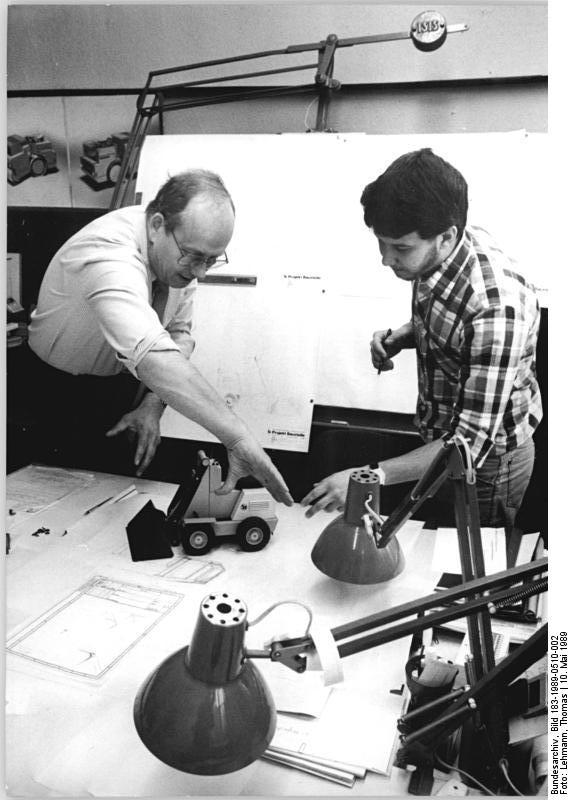
Erläuterungen an einem Modell (1989)

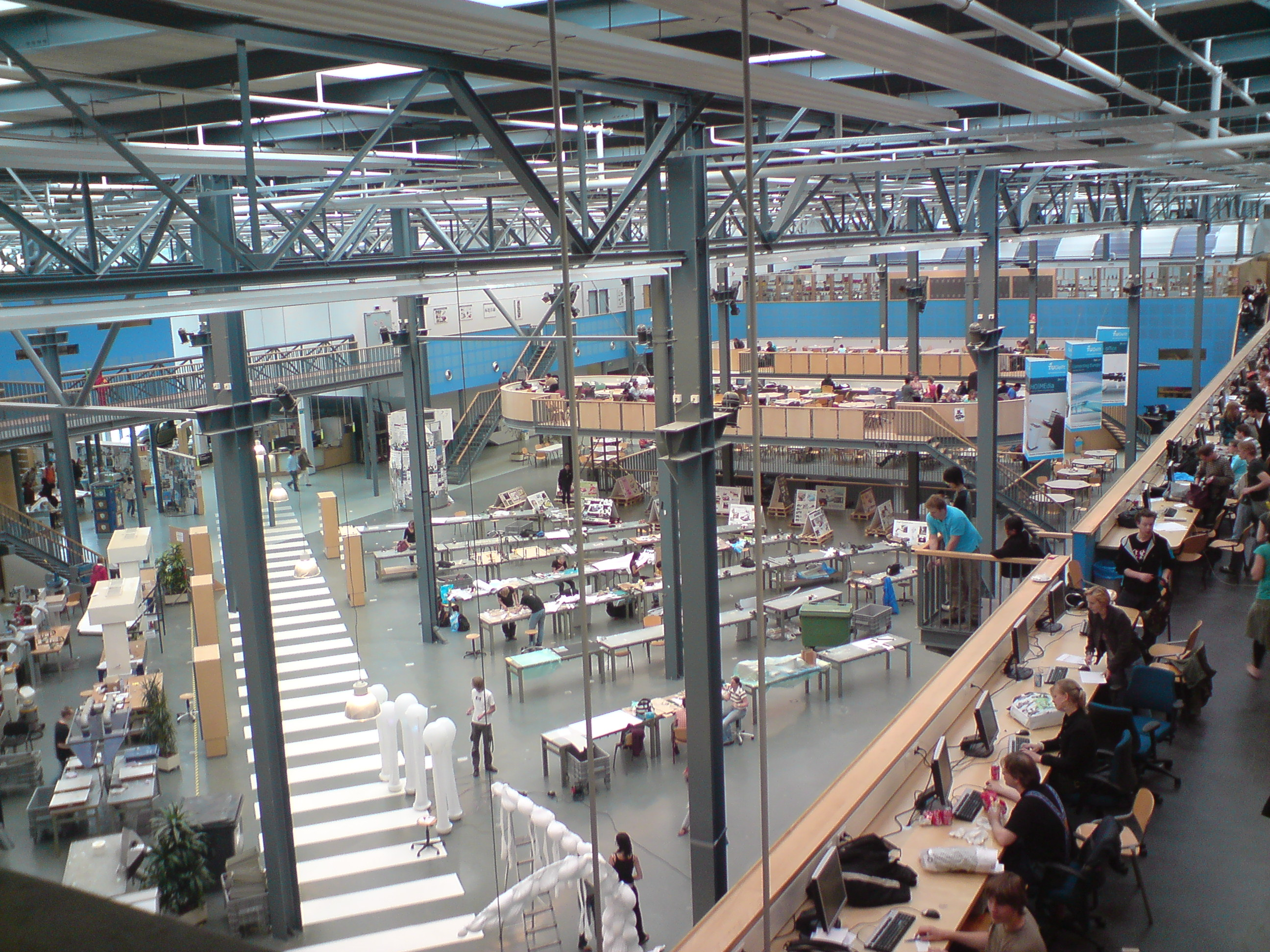
Industriedesign-Fakultät an der TU Delft

Das Gestalten von Produkten, das Produktdesign, findet grundsätzlich als Teil der Entwicklung dieser Produkte statt. Der Grad der Designfreiheit, die die Möglichkeit für eine Formfindung eröffnet, ist sehr stark abhängig von der Art des Produkts.
Die Aufgaben eines Designers zur Gestaltfindung konzentrieren sich bei sehr technischen Produkten auf deren Funktion, so dass diese meist nur einem Ingenieur obliegt. Ebenso kann eine dekorative Vase nur selten ein Betätigungsfeld sein, weil sich diese Aufgabe vorrangig an Künstler richtet.

### Designprozess
Der Prozess umfasst zu Beginn eine Zieldefinition oder eine Aufgabenstellung. In Abhängigkeit dieser Aufgabenstellung werden Konzepte erarbeitet, Skizzen zur Konstruktion und zur Gestalt angefertigt, erste Entwürfe als Modelle (in Originalgröße oder als Maßstabsmodell) aufgebaut, oder auch häufig nur als virtuelles Modell im Rechner aufgebaut, von denen dann Ansichten berechnet werden.
Je nach Projekt kann die Resonanz mittels Marktforschung geprüft werden. Nachdem die Gestaltfindung abgeschlossen ist, wird die Konstruktion als CAD-Modell fertiggestellt. Hierbei sind technische Kenntnisse, wie sie beim Berufsbild des Technischen Zeichners gelehrt werden, von großem Vorteil. Die Umsetzung der Idee zum technischen Entwurf findet heute häufig komplett im Rechner statt. Modelle können dann in fast jedem Zwischenschritt über 3D-Drucker erstellt werden.
Anhand von ersten Ideen, Skizzen und Zeichnungen visualisiert der Designer Varianten und Details zum Produkt.
Dieser originär kreative Prozess wird auch bei sonst umfangreicher Nutzung des Rechners meist per Hand ausgeführt. Häufig werden die ersten Skizzen dann jedoch schon eingescannt, und mittels Bildbearbeitung für weitere Varianten digital weiterbearbeitet.

## Analyseaspekte
Ein Designprodukt lässt sich nach seinen Funktionen unterscheiden und analysieren:
Praktische Funktionen
Funktionalität, Ergonomie, Sicherheit, Gebrauchstauglichkeit (usability), Benutzerfreundlichkeit, Wartung und Pflege
Produktsprachliche Funktionen – sinnliche Funktionen
- Formalästhetische Funktionen
- Zeichenhafte, semantische Funktionen
- Anzeichenfunktionen – haptische, olfaktorische und akustische Anzeichen
- Symbolische Funktionen – soziale, kulturelle und religiöse Aspekte, Status, Gruppenzwang, Zielgruppen
Ökologische Funktion – nachhaltige Entwicklung
- Lebenszyklus (Haltbarkeit, technische Verfügbarkeit)
- Material-Sparsamkeit ("reduce"), Material-Weiterverwendung ("reuse"), Recyclingfähigkeit ("recycle")
- Entsorgung
Ökonomische Funktion
- Herstellungsaufwand, Komplexität
- Herstellungstechniken
- Anzahl der Fertigungsschritte
- Materialien
- Materialvielfalt, -komplexität
- Transport-, Lageraufwand – Größe, Stapel-, Faltbarkeit, Gewicht usw.

## Der Begriff Produktdesign
Industriedesign, Produktdesign oder Produktgestaltung sind Synonyme. Fachbereiche an Fachhochschulen und Hochschulen tragen entsprechende Namen und vergeben nach dem Studium das Diplom (oder Bachelor/Master) Diplom-Designer oder Diplom-Designer (FH).
Der Begriff Produktdesign ist nicht geschützt. Die Einführung eines Ausbildungsberufes namens Technischer Produktdesigner führt somit leicht in die Irre. Dieser entspricht weitestgehend dem bisherigen Beruf des technischen Zeichners und hat in der Fachrichtung Maschinen- & Anlagenkonstruktion mit der gestalterischen Tätigkeit des Produktdesigners nichts zu tun. Die Fachrichtung Produktgestaltung & Konstruktion befasst sich mit Teilgebieten des Produktdesign Studiums. Darunter fallen die Themen; Ergonomie, Material- und Farbenlehre, Skizzieren sowie Rendern und konstruktives Ausarbeiten von Produkten und Gütern in diversen CAD-Anwendungen.

## Das Berufsbild des Industriedesigners
Das Arbeitsfeld des Industriedesigners hat sich in den letzten Jahren stark gewandelt. Zwei Tendenzen befördern maßgeblich diesen Wandel. Eine stark verkürzte Überlebenszeit von Produkten in stark dynamisierten Märkten insbesondere im Konsumenten- aber auch im Investitionsgüterbereich führt zu einer stärkeren Bedeutung des Marketings allgemein und der Produktentwicklungs- und Designstrategien im Speziellen.
Diesem Wandel wird das Design erfolgreich begegnen, wenn es gelingt, Designer mit entsprechenden technischen, analytischen und theoretischen Kenntnissen auszustatten und im Markt zu positionieren. Im Mittelpunkt der Arbeit steht das Planen, Konzipieren und Entwerfen von Produkten. Moderne Technik, innovatives Design und der Erlebniswert für den Menschen sind die Kernthemen des Berufes. Industriedesigner arbeiten heute zudem verstärkt an Schnittstellen zu anderen Disziplinen. Die Verknüpfung von Basisfähigkeiten mit einer wissenschaftlich untermauerten Strategie- und Prozesskompetenz sind heute daher unerlässlich.

## Verbände
- VDID – Verband Deutscher Industrie-Designer
- DDV – Deutscher Designer Verband
- Rat für Formgebung
- WDO – World Design Organization

### Monographien
- Michael Schulze: Konzept und Werkbegriff. Die plastische Gestaltung in der Architekturausbildung, 1. Auflage 2013, Zürich, vdf Hochschulverlag AG an der ETH Zürich, 2013, ISBN 978-3-7281-3481-3
- Bernhard E. Bürdek: Design. Geschichte, Theorie und Praxis der Produktgestaltung. Basel 2015 (4. Aufl.)
- Wilhelm Braun-Feldweg: Industrial Design heute. Umwelt aus der Fabrik, Rowohlt Verlag 1966

### Normen, Standards und Richtlinien
- VDI-Fachbereich Produktentwicklung und Mechatronik: VDI/VDID 2424:2021-07. Industriedesign. Nutzerzentrierte Gestaltung im Produktentwicklungsprozess (Entwurf). In: VDI-Gesellschaft Produkt- und Prozessgestaltung (Hrsg.): VDI-Handbuch Produktentwicklung und Konstruktion. 2021.